# Бисквитена торта
Бисквитената торта е популярен десерт в България. Тя се състои основно от три елемента – крем (понякога се използва нишесте), прясно мляко и бисквити.

## Класическа рецепта
За крема по-голямата част от прясното мляко се слага да заври. Разбиват се жълтъците и към тях се добавя малко брашно.
Към вече свареното мляко се добавят маслото, ванилията и захарта. Важно е още да е топло. После се добавя и сместа с жълтъци. Слага се на котлон до сгъстяване. Бърка се непрекъснато.
За подреждането на тортата: в подходяща форма се слага от крема. Добавят се бисквити, като е добре те да се потопят в останалото мляко. Повтаря се всичко това, докато продуктите свършат. Тортата се слага в хладилник за няколко часа, за да се стегне.